# Contrasto (poesia)
Il contrasto è un tipo di componimento poetico dialogato, solitamente di argomento amoroso, ma anche morale o civile, che fiorisce nel secolo XIII e non segue una metrica ben definita, quindi spazia dalle ballate ai distici, dalle canzonette alle strofe monorime.
Diffuso già nella letteratura latina medioevale con i nomi di disputatio, conflictus, altercatio e stato quindi successivamente ripreso dalle letterature neolatine coi i nomi di bataille, disputation in francese, disputa in spagnolo, streitgedicht in tedesco.
Il contrasto, che usa un linguaggio scherzoso-realistico e allegorico-morale, generalmente avviene tra due innamorati, ma anche tra altre persone o cose e anche, come avviene nella poesia a carattere religioso tra il corpo e l'anima, la vita e la morte, Cristo e Satana, due mesi dell'anno, il carnevale e la quaresima, il vino e l'acqua.
Nel contrasto di tipo realistico, in un intrecciarsi di voci che si svolgono di strofa in strofa, alla battuta di un interlocutore segue la replica spesso vivace, simile ad un rinfacciamento, dell'altro.
Secondo la definizione di "Contrasto" che dà Carlo Salinari  essa "rientra in un "genere" assai diffuso, con una sua particolare tecnica basata sull'invenzione e sul rinfaccio tra i vari personaggi; questi non hanno quindi un reale sviluppo psicologico, ma sono personaggi stereotipati, quasi maschere".
Tra i contrasti più noti si ricordano Rosa fresca aulentissima di Cielo d'Alcamo, il contrasto di Bonvesin de la Riva tra una rosa e una viola, il contrasto di Leonardo Giustinian Amante, a sta fredura e, nell'ambito della letteratura religiosa-didattica, il contrasto di Jacopone da Todi tra il vivo e il morto.
Il contrasto decadde dopo il Cinquecento ma se ne rammenta un esempio storico tra le barbare di Carducci nell'ode Le due Torri composta nel 1889.